# غاو أهن (خدا أفرين)
غاو أهن هي قرية في مقاطعة خدا أفرين، إيران. عدد سكان هذه القرية هو 82 في سنة 2006.